# Minka (Pornodarstellerin)

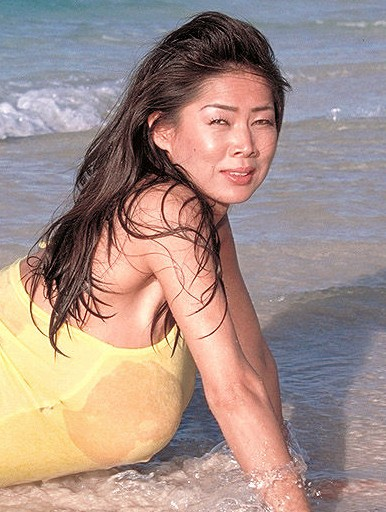
Minka bei einem Photoshooting

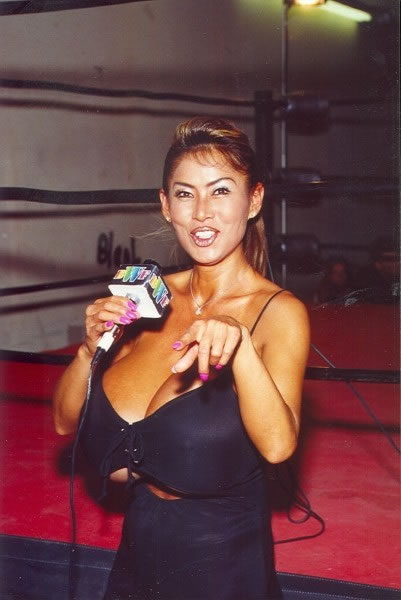
Minka während einer Wrestling-Veranstaltung

Minka (* 7. September 1970 in Seoul, Südkorea, eigentlich Michelle Kim) ist eine südkoreanisch-US-amerikanische Tänzerin und Pornodarstellerin.

## Leben
Minka wurde in der südkoreanischen Hauptstadt Seoul geboren. Sie wanderte 1993 in die USA aus, um dort als Tennislehrerin zu arbeiten, erhielt jedoch wegen ihrer mangelnden Englischkenntnisse keine Lehrlizenz. Auf den Vorschlag einer ihrer Tennispartnerinnen hin bewarb sie sich um eine Arbeitsstelle als Nacktmodel in Großbritannien. Nach der erfolgreichen Bewerbung folgte sie dem Angebot aus den USA, um dort in Clubs als Tänzerin aufzutreten. Im Jahr 1994 kam sie in den USA als Darstellerin in ihrem ersten Pornofilm Duke of Knockers 2 zum Einsatz. Im Verlauf ihrer Karriere unterzog sie sich mehreren Brustvergrößerungen. Die Größe ihrer Brüste beträgt derzeit 54KK und bei den Implantaten handelt es sich um sogenannte Polypropylen-Brustimplantate. Sie gilt damit als Ostasiatin mit dem größten Busen. Nach einiger Zeit erlangte sie dadurch einen gewissen Bekanntheitsgrad und hatte 1997 einen Auftritt in der The Jerry Springer Show. Sie trat außerdem in der amerikanischen Wrestling Liga-WCW unter dem Namen Satin auf und hatte eine kleine Rolle als Krankenschwester in dem Skater-Film Destroying America. Sie ist bis heute als Pornodarstellerin tätig und betreibt ihre eigene Website. Sie wohnt gegenwärtig in Las Vegas in den USA. Minka ist mit dem Darsteller Woody verheiratet, mit dem sie sich in mehreren Filmen sexuell betätigt hat.

## Filmografie (Auswahl)
- Duke of Knockers 2
- The Boobcage
- The Boobcage 2
- The Boobcage 3
- Bangkok Boobarella
- Titanic Tit Tango
- Tit Attack
- Hot Body Shop
- Boobsville PD
- SCORE Boob Cruise Babes
- Hustler Busty Beauties
- Happy Ending
- SCORE Xtra 12
- Busted!
- Busted! 2
- Mellon Man 8
- A Girl’s Affair 66
- Minka & Her Friends

## Auszeichnungen
- Hustler Busty Beauties „Centerfold of the Year“
- AVN Award für „Best Big Bust Video of the Year“
- Exotic Dancer Magazine „Best Big Bust Entertainer of the Year“
- SCORE Model of the Year 2005
- SCORE Hardcore Performer of the Year 2013[2]